# Katie Carpenter
Katie Carpenter ist eine amerikanische Schauspielerin, Kostümdesignerin und Filmproduzentin.

## Karriere
Carpenter ist Absolventin des Catawba College, wo sie 2013 einen Bachelor of Fine Arts in Theaterwissenschaften erwarb und Erfahrungen in den Bereichen Schauspiel und Kostümdesign sammelte. Nachdem sie zunächst beruflich in Charlotte, North Carolina, tätig war, wurde sie in einem Film in Atlanta, Georgia, besetzt und zog dorthin, um ihre Karriere fortzusetzen.
Als Schauspielerin ist sie vor allem für ihre Rolle der koketten Stacey in der Netflix-Serie The Haunting of Hill House und für ihre wiederkehrenden Auftritte als nähende Hexe in The CW’s Legacies bekannt. Sie hat auch in der Netflix-Serie House of Cards und der Lifetime-Serie Devious Maids mitgewirkt und hatte eine Gastrolle in der NBC-Serie Gone. 2018 gab sie ihr offizielles Kinodebüt in Tyler Perrys Acrimony als Carly. Sie hat auch ihre eigene SAG Comedy-Web-Serie produziert und die Hauptrolle darin gespielt und entwarf ein Musikvideo für Jencarlos mit dem Titel Dure, Dure, das am Schauplatz einer Seifenoper aus den 90er Jahren spielt.
Wenn sie nicht schauspielert, produziert Carpenter Filme als Mitbegründerin von Going Cheek Productions, einer Produktionsfirma, die sie zusammen mit ihrem Kollegen Kevin Welch gegründet hat, um mehr Frauen die Möglichkeit zu geben, Filme zu drehen, entwirft Werbespots und Spielfilme oder arbeitet als Kostümbildnerin für Fernsehserien und Filme, darunter Black Lightning, Legacies, MacGyver, Welcome to Pine Grove und Doom Patrol.

## Ehrungen
Carpenter erhielt ein Leistungsstipendium für den Besuch des Catawba College. Im Sommer 2013 gewann sie den Preis für die beste Schauspielerin im Rahmen des 48-Stunden-Filmprojekts in Greensboro, N.C. Im Jahr 2020 gewann sie den Women in Film and Television Atlanta (WIFTA) Short Film Showcase 2020 Southern Shorts Award for „Best Directing“ für die Co-Regie (mit Jenna Kanell) bei dem post-apokalyptischen Kurzfilm Deathless.

## Filmografie
- 2014: Athena: The Goddess of War
- 2015: Homicide Hunter: Lt. Joe Kenda (Homicide Hunter, Fernsehserie, 1 Folge)
- 2016: House of Cards (Fernsehserie, 1 Folge)
- 2016: Devious Maids – Schmutzige Geheimnisse (Devious Maids, Fernsehserie, 1 Folge)
- 2016: All Girls Weekend
- 2016: A Haunting (Fernsehserie, 1 Folge)
- 2016: Scatter
- 2017: 3
- 2017: Gone (Fernsehserie, 1 Folge)
- 2016–2017: Maid to Order (Fernsehserie, 16 Folgen)
- 2018: Acrimony
- 2018: Spuk in Hill House (The Haunting of Hill House, Miniserie, 2 Folgen)
- 2018: Bloody Ballet
- 2020: No Ringo
- 2019–2021: Legacies (Fernsehserie, 4 Folgen)
- 2021: Heels (Fernsehserie, 2 Folgen)
- 2022: A Slice of Chicago Romance (Fernsehfilm)
- 2022: Our Time (Fernsehfilm)
- 2022: The Valet
- 2023: Mayor of Kingstown (Fernsehserie, 1 Folge)
- 2025: Clean Slate (Fernsehserie, 1 Folge)

### Kostümdesignerin
- 2016–2017: Maid to Order (Fernsehserie, 11 Folgen)
- 2018: Room for Murder
- 2018: Hyperreal
- 2018: The Many Lives of Ayn Winters (Fernsehserie, 1 Folge)
- 2018: Encounter
- 2020: Active Shooter
- 2020: The Reason
- 2021: His Killer Fan
- 2024: The Desiring

### Produzent
- 2016: Jo Frost: Nanny on Tour (Fernsehserie, 1 Folge)
- 2016: Men Stroll
- 2016–2017: Maid to Order (Fernsehserie, 16 Folgen)